# 香港そごう

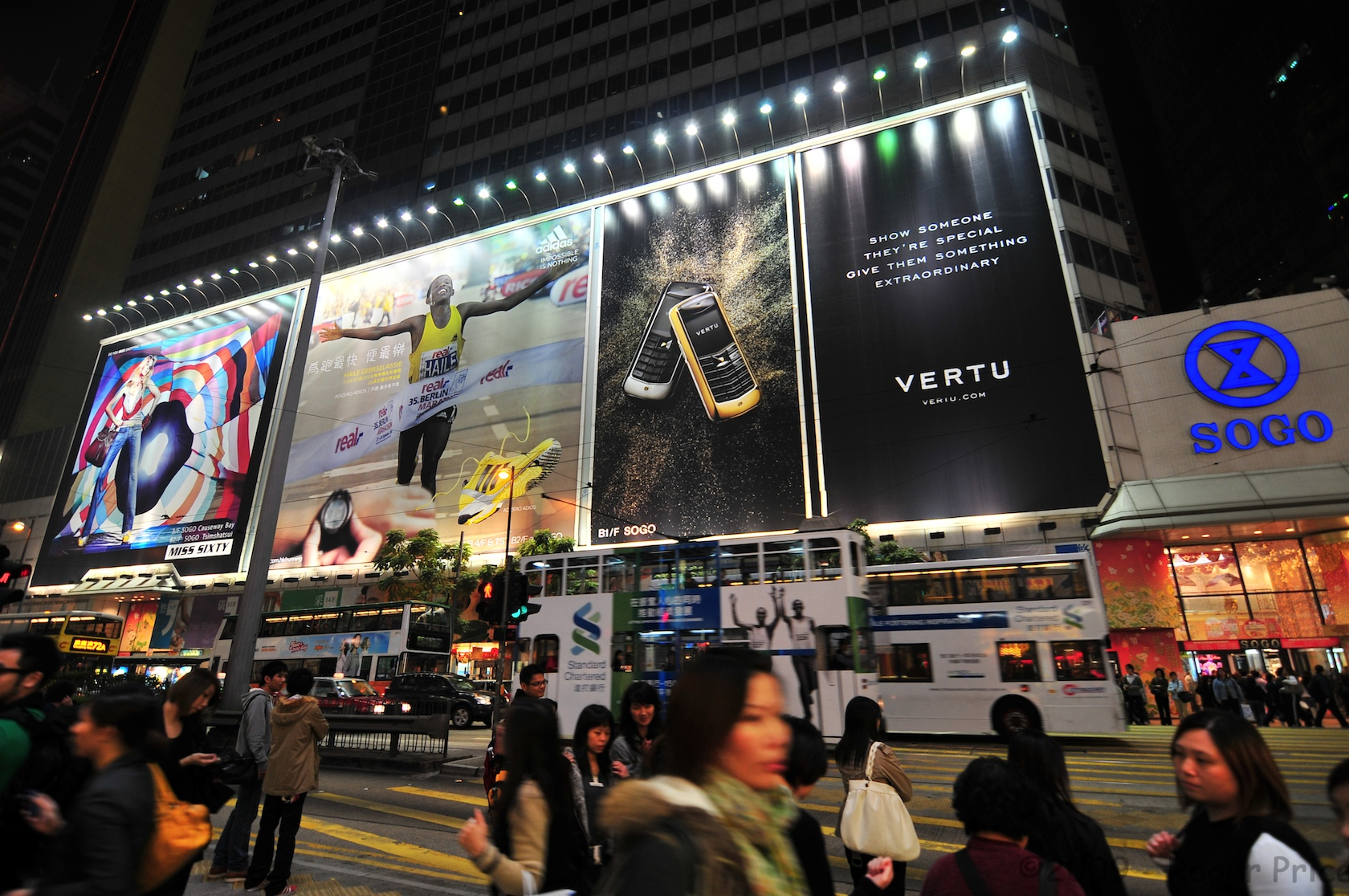
そごう銅鑼湾店

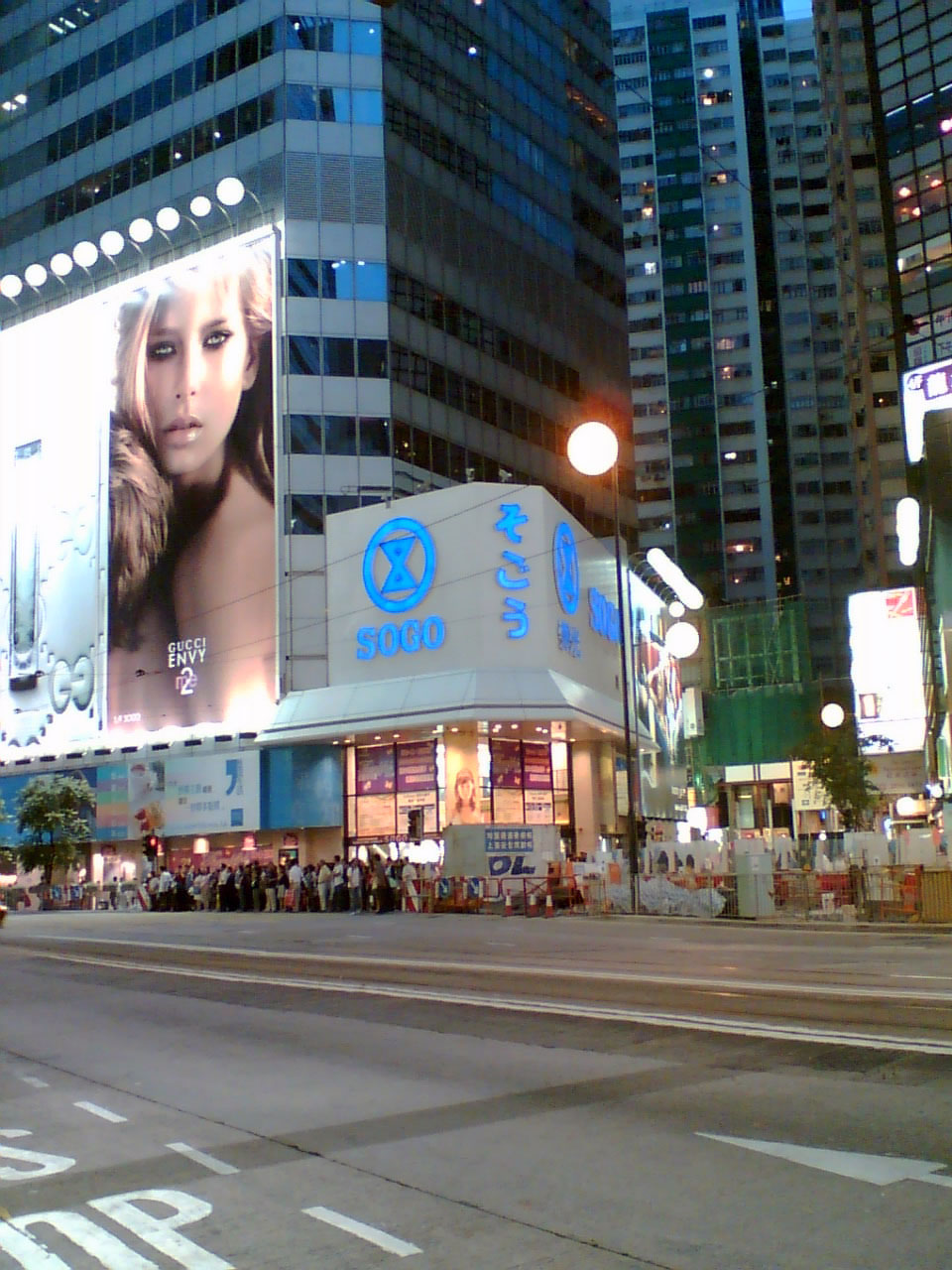
香港銅鑼湾にある香港そごう

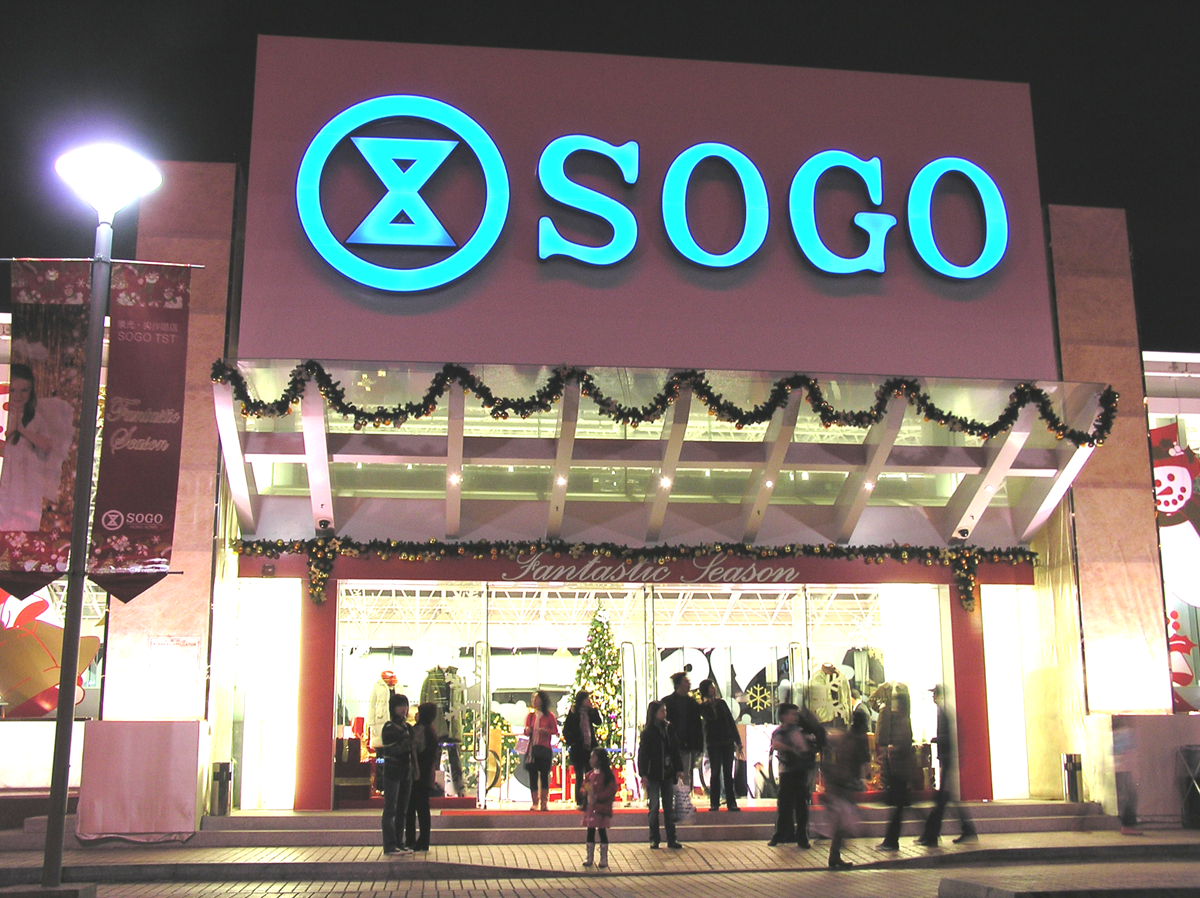
そごう尖沙咀店

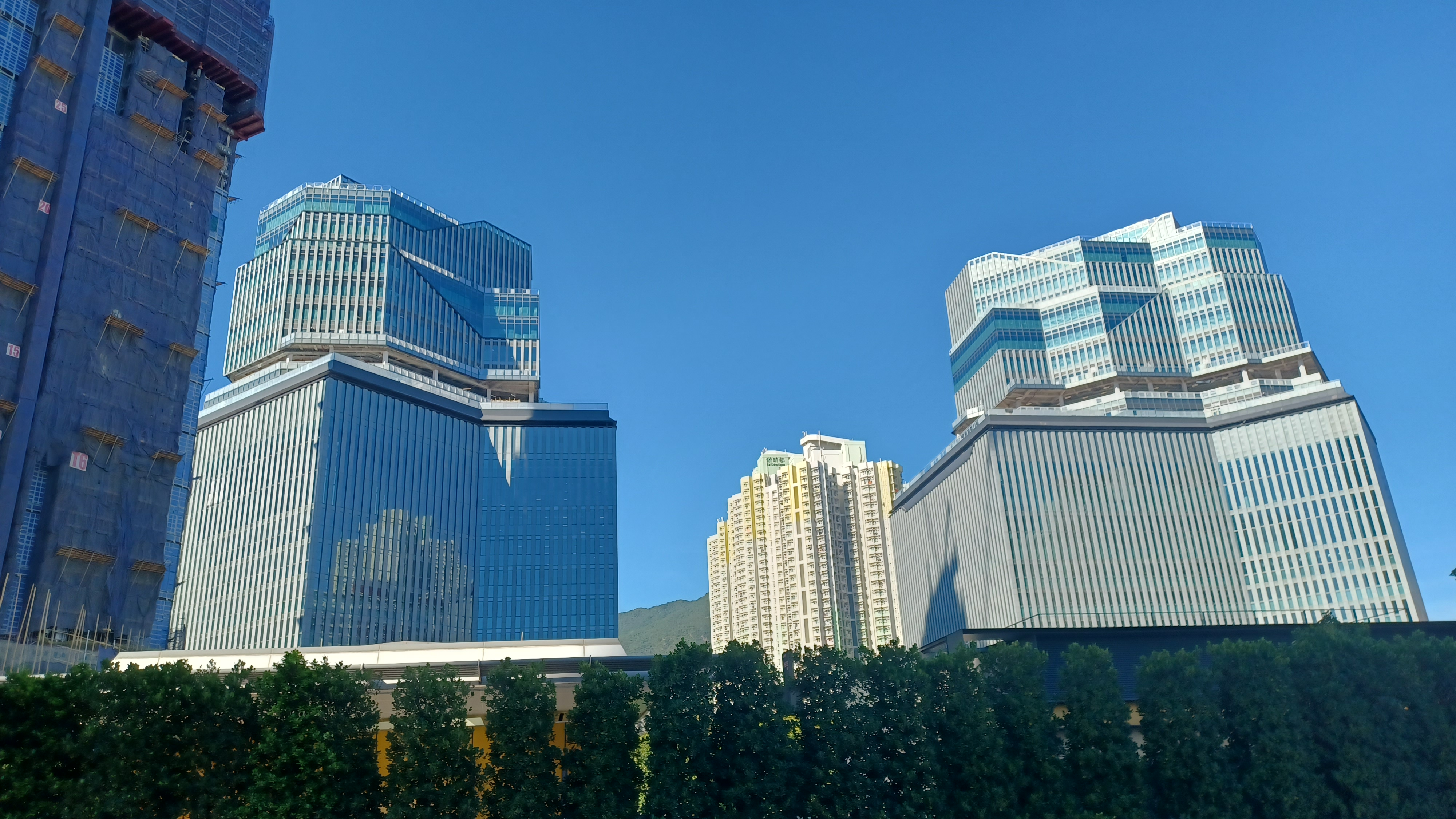
啓徳雙子滙支店

香港そごう（ホンコンそごう、中: 香港崇光百貨）は、香港に本拠を置く百貨店。 日本の小売業者である株式会社そごうが設立した百貨店で、現在は利福國際集團（Lifestyle International Holdings） が所有している。

## 概要
1983年9月に「株式会社そごう」の現地法人として設立。100%出資子会社だった。
1997年7月1日の香港返還前後は、不動産価格が高騰し、家賃負担ができなくなった競合他社が相次いで撤退したが、そごうは自社ビルだったため存続できた。
しかし、2000年7月12日のそごう本体の経営破綻後、売却されることになった。2001年からは「利福國際グループ 」Lifestyle International Holdings（SEHK: 1212）の所有で、香港特別行政区内で「崇光」「そごう」「SOGO」の名称で営業できるフランチャイジーとなっている（日本のそごう・西武とは資本関係がなく、そごう・西武がフランチャイザーとして商標貸与）。
2004年、利福國際は上海の九百グループ合弁で「久光百貨」（チウグァン・パイホワ　英文表記:Jiu Guang Department Store）を設立。中国大陸での百貨店チェーン展開も開始した。
2021年現在、国際百貨店協会に加盟する12百貨店グループ企業の1つ。

## 店舗
- 銅鑼灣（コーズウェイベイ）店

香港銅鑼湾軒尼詩道555 香港MTR銅鑼湾駅下車D1～4出口　売場面積40,000㎡。　
1985年5月31日開店。12,000㎡。
1993年　24,000㎡に増床、香港最大の売り場面積になり「ジャンボそごう」と呼称。
1996年11月新館「ニュー・フェイス・バイ・そごう」（後「ボーテ・アット・そごう」）増設。
1997年7月「スーパーマート」（後「フレッシュ・マート」）増設。
2004年、11-16階「そごう倶楽部」増設。
- 尖沙嘴（チムサーチョイ）支店

九龍尖沙嘴梳士巴利道12 MTR尖東駅J3出口　新世界中心New World Centre隣り。
2005年9月30日開店。2014年2月閉店。 同年１１月、近くにあるシェラトンホテルのショッピングモールで再開。
- 啓徳（中国語版、広東語版）支店

九龍啟德協調道12 MTR 啓徳駅B出口
2024年11月15日開店。